# Władysław Gościmski

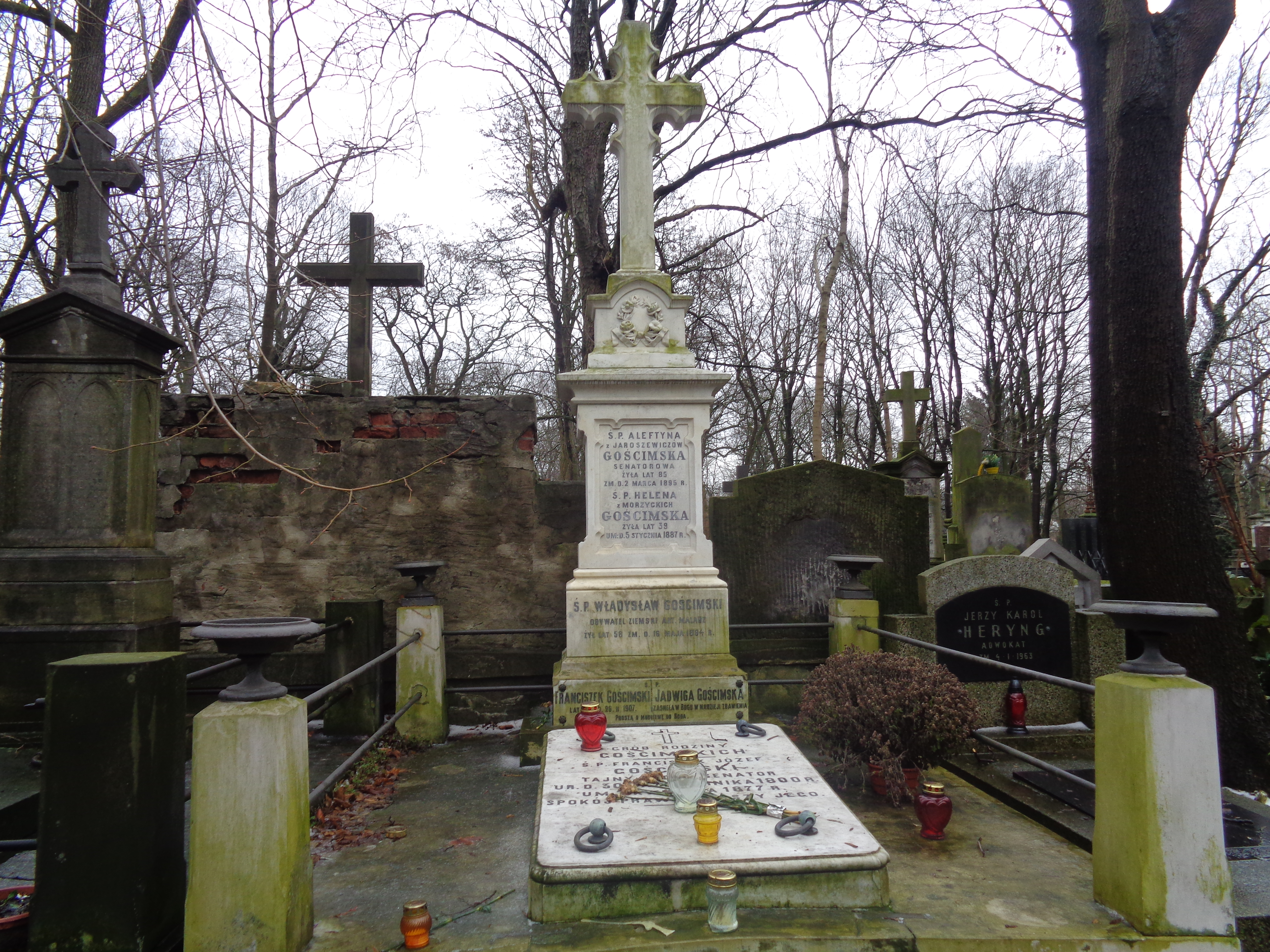
Grób Władysława Gościmskiego na cmentarzu Powązkowskim

Władysław Gościmski (ur. 1836 w Petersburgu, zm. 16 maja 1894 w Warszawie) – polski malarz, pejzażysta, właściciel dóbr Poschła.

## Życiorys
Urodził się w 1836 w Petersburgu, w ziemiańskiej rodzinie Franciszka Józefa Gościmskiego h. Grabie (1800–1877), tajnego radcy, senatora Królestwa Polskiego, i Aleftyny z Jaroszewiczów (zm. 1895).
W latach 1852–1953 oraz 1856–1958 studiował w Szkole Sztuk Pięknych w Warszawie w pracowni Chrystiana Breslauera. Odbył podróże do Francji, Szwajcarii i Włoch. Tworzył głównie pejzaże, malował akwarelami, olejno oraz pastelami. Skupiał się na widokach Królestwa Polskiego a zwłaszcza Ojcowa, okolic Kazimierza Dolnego i Sandomierza. Wystawiał swoje prace w warszawskiej Zachęcie oraz w Salonie Krywulta i Salonie Artystycznym. Prace Gościmskiego reprodukowane były w „Tygodniku Powszechnym” oraz „Biesiadzie Literackiej”.
Przez większość część życia mieszkał i zajmował się prowadzeniem własnego majątku Poschła na Podolu. Od 1868 był żonaty z Heleną Pulcherią z Morzyckich (zm. 1887), z którą miał dwoje dzieci: Irenę Władysławę i Leona Witolda.
Zmarł 16 maja 1894 w Warszawie, pochowany na cmentarzu Powązkowskim (kwatera D-6-20,21).